# 甜茶
甜茶（てんちゃ）とは、中国茶の中で植物学上の茶とは異なる木の葉から作られた甘いお茶の総称。古くからある薬草茶の一つ。
抹茶の原料である碾茶（てんちゃ）は別の物。
バラ科キイチゴ属のテンヨウケンコウシ（甜葉懸鈎子） Rubus suavissimus S. Lee、アカネ科のギュウハクトウ（牛白籐） Oldenlandia hedyotidea、ブナ科のタスイカ（多穂柯）またはタスイセキカヨウ（多穂石柯葉） Lithocarpus polystachyus、アジサイ科（分類体系によってはユキノシタ科）アジサイ属のアマチャ（別名ドジョウサン、土常山） Hydrangea serrata (Thunb. ex Murray) Ser. var. thunbergii (Sieb.) H. Ohba 、ロウレンシュウキュウ（臘蓮繍球） Hydrangea aspera ssp. strigosa、ヤクシマアジサイ Hydrangea grosseserrata Engl.などの種を指す。

## 花粉症などのアレルギーと甜茶
俗に、「花粉症などのアレルギーによい」などといわれているが、独立行政法人国立健康・栄養研究所は、「調べた文献の中に信頼できる十分なデータが見当たらない」との告知をしている。
サントリーなどの研究により、「バラ科の甜茶は花粉症に効く」とされる研究結果もでた。ただしこの研究結果はわずか数十名の被験者によるものである。この研究結果を受けて全国の薬局などで甜茶のサプリ類が大量に販売されるようになった。
しかし厚生労働省は甜茶を効果の不確かな民間療法としている。厚生労働省によって行われた全国96の耳鼻咽喉科の診療所、病院で行われた患者への聞き取り調査によると甜茶に対しては効果が「有り」としたものは「14％」、効果が「無い」としたものが「51％」、「不明」が「35％」となっている。これは、その他の民間医療である鼻スチームや鼻洗浄、漢方などと比較すると「効果がある」との回答は低い数字となっている。
またチリダニによるアレルギー性鼻炎の患者89名を対象にしたプラセボ対照試験では、くしゃみ、鼻汁、鼻閉塞などの鼻炎症状に影響は与えなかったという調査報告がある。